# ランジュバン方程式
ランジュバン方程式 （、英: Langevin equation）は、統計力学において、あるポテンシャルの下でのブラウン運動を記述する確率微分方程式である。アインシュタインのブラウン運動の理論を受けてポール・ランジュバンによって最初に示された。
最も簡単なランジュバン方程式は、ポテンシャルが定数であるとして調べられたものであり、質量 m のブラウン粒子の加速度 a が、粒子の速度 v に比例する粘性力（ストークスの式、β は抵抗係数）と、媒質中の分子による衝突の連続的な系列の効果であり、ある確率過程であるランダム力 η(t) との和として表現される。
{\displaystyle m\mathbf {a} =m{\frac {\mathrm {d} \mathbf {v} }{\mathrm {d} t}}=-\beta \mathbf {v} +\eta (t)}
電気回路の抵抗器における熱雑音など他のブラウン運動系でも本質的に同様な方程式が成り立つ。
しばしばランジュバン方程式を解くことなく、多くの興味深い帰結が揺動散逸定理によって得られる。解が必要とされるならば、これを解くための標準的な方法はフォッカー・プランク方程式を用いることである。これは、時間依存の確率密度により満足される決定論的方程式を与える。また、数値的な解はモンテカルロ法を用いたシミュレーションにより得られる。さらに、統計力学と量子力学との類似性を利用して（例えば、フォッカー・プランク方程式はいくつかの変数のスケールを変換することによってシュレーディンガー方程式に変換できる）経路積分のような他の方法も用いられる 。